# Every Loser
 (juillet 2025).
Si vous disposez d'ouvrages ou d'articles de référence ou si vous connaissez des sites web de qualité traitant du thème abordé ici, merci de compléter l'article en donnant les références utiles à sa vérifiabilité et en les liant à la section « Notes et références ».
Albums de Iggy Pop
Free
(2019)
Every Loser est le dix-neuvième album studio du chanteur américain Iggy Pop, sorti le 6 Janvier 2023, chez Gold Tooth and Atlantic Records. L'album a été produit par Andrew Watt.

## Liste des titres
| Every Loser track listing | Every Loser track listing     | Every Loser track listing | Every Loser track listing | Every Loser track listing | Every Loser track listing | Every Loser track listing | Every Loser track listing | Every Loser track listing | Every Loser track listing |
| No                        | Titre                         | Durée                     |                           |                           |                           |                           |                           |                           |                           |
| ------------------------- | ----------------------------- | ------------------------- | ------------------------- | ------------------------- | ------------------------- | ------------------------- | ------------------------- | ------------------------- | ------------------------- |
| 1.                        | Frenzy                        | 3:00                      |                           |                           |                           |                           |                           |                           |                           |
| 2.                        | Strung Out Johnny             | 4:13                      |                           |                           |                           |                           |                           |                           |                           |
| 3.                        | New Atlantis                  | 4:08                      |                           |                           |                           |                           |                           |                           |                           |
| 4.                        | Modern Day Ripoff             | 3:29                      |                           |                           |                           |                           |                           |                           |                           |
| 5.                        | Morning Show                  | 3:47                      |                           |                           |                           |                           |                           |                           |                           |
| 6.                        | The News for Andy (interlude) | 0:55                      |                           |                           |                           |                           |                           |                           |                           |
| 7.                        | Neo Punk                      | 2:15                      |                           |                           |                           |                           |                           |                           |                           |
| 8.                        | All the Way Down              | 4:29                      |                           |                           |                           |                           |                           |                           |                           |
| 9.                        | Comments                      | 3:53                      |                           |                           |                           |                           |                           |                           |                           |
| 10.                       | My Animus (interlude)         | 1:02                      |                           |                           |                           |                           |                           |                           |                           |
| 11.                       | The Regency                   | 5:42                      |                           |                           |                           |                           |                           |                           |                           |
| 36:53                     |                               |                           |                           |                           |                           |                           |                           |                           |                           |

## Crédits
- Iggy Pop – chant, choeurs (2, 3)
- Andrew Watt – guitare, choeurs (1–3, 5, 9, 11), basse (2, 5, 6, 8), claviers (2, 3, 8, 9, 11), piano (4, 5, 8, 9, 11), séquenceur (6), percussions (11)
- Duff McKagan – basse (1, 3, 4)
- Chad Smith – batterie (1–6, 8), percussions (2–5, 8)
- Josh Klinghoffer – guitare (2, 9, 10), claviers (2, 8, 10), piano (2, 3, 6, 7), orgue (3, 5), basse (7), synthétiseur (9)
- Travis Barker – batterie (7)
- Stone Gossard – guitare (8)
- Eric Avery – basse(9)
- Taylor Hawkins – batterie, percussions, piano (9, 11)
- Chris Chaney – basse (11)
- Dave Navarro –  guitare (11)